# Hakea asperma
Hakea asperma är en tvåhjärtbladig växtart som beskrevs av Molyneux & Forrester. Hakea asperma ingår i släktet Hakea och familjen Proteaceae. Inga underarter finns listade i Catalogue of Life.